# 馬納澤巴河
12°53′00″S 48°56′30″E / 12.88333°S 48.94167°E

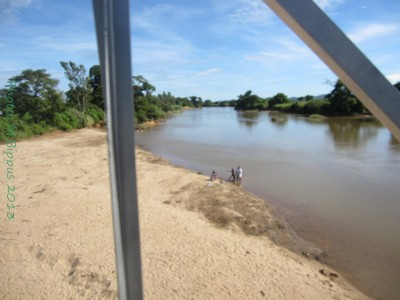

馬納澤巴河，是馬達加斯加的河流，位於該國北部，由第亞那區負責管轄，河道全長248公里，流域面積1,140平方公里，最終注入印度洋。